# Hluboká nad Vltavou
Hluboká nad Vltavou település Csehországban, a České Budějovice-i járásban. Hluboká nad Vltavou Zliv, Zahájí, Vlkov, Temelín, Žimutice, Olešník, Dolní Bukovsko, Hrdějovice, Hosín, Drahotěšice, České Budějovice és Dasný településekkel határos. Lakosainak száma 5597 fő (2024. január 1.).

## Nevezetességei
Kastélya nevezetes.

## Népesség
A település lakosságának változását az alábbi diagram mutatja:
| Lakosok száma | 4836 | 5350 | 5391 | 4485 | 4373 | 4953 | 5163 | 5410 | 5310 | 5597 |
|               | 1869 | 1900 | 1921 | 1961 | 1980 | 2011 | 2016 | 2019 | 2021 | 2024 |